# José Isbert (attore)
José Isbert, nato José Enrique Benito y Emeterio Ysbert Alvarruiz (Madrid, 3 marzo 1886 – Madrid, 28 novembre 1966), è stato un attore spagnolo.

## Filmografia parziale

### Cinema
- La conquistatrice dell'Alhambra (Cuentos de la Alhambra), regia di Florián Rey (1950)
- Il richiamo delle campane (Cielo Negro), regia di Manuel Mur Oti (1951)
- Settima pagina (Séptima página), regia di Ladislao Vajda (1951)
- Tra due bandiere (Lola, la piconera), regia di Luis Lucia (1952)
- Il segreto di una stella (Sor intrépida), regia di Rafael Gil (1952)
- Gli amanti di Toledo (Les amants de Tolède), regia di Henri Decoin e Fernando Palacios (1953)
- Benvenuto, Mister Marshall! (Bienvenido Mister Marshall), regia di Luis García Berlanga (1953)
- Il terrore dell'Andalusia (Carne de horca), regia di Ladislao Vajda (1953)
- L'avventuriero di Siviglia (Aventuras del barbero de Sevilla), regia di Ladislao Vajda (1954)
- ...e il cielo rispose... (Historias de la radio), regia di José Luis Sáenz de Heredia (1955)
- Plaza de Toros (Tarde de toros), regia di Ladislao Vajda (1956)
- Mio zio Giacinto (Mi tío Jacinto), regia di Ladislao Vajda (1956)
- Los ladrones somos gente honrada, regia di Pedro L. Ramírez (1956)
- Calabuig (Calabuch), regia di Luis García Berlanga (1956)
- Manolo guardia urbano, regia di Rafael J. Salvia (1956)
- Il grande giorno (Un traje blanco), regia di Rafael Gil (1956)
- Faustina, regia di José Luis Sáenz de Heredia (1957)
- Arrivederci, Dimas (Los jueves, milagro), regia di Luis García Berlanga (1957)
- Un angelo è sceso a Brooklyn, regia di Ladislao Vajda (1957)
- La vida por delante, regia di Fernando Fernán Gómez (1958)
- Policarpo, ufficiale di scrittura, regia di Mario Soldati (1959)
- El cochecito - La vetturetta (El cochecito), regia di Marco Ferreri (1960)
- Diciotto con il nonno (La gran familia), regia di Fernando Palacios (1962)
- La ballata del boia (El verdugo), regia di Luis García Berlanga (1963)
- L'ultimo rififì (Los dinamiteros), regia di Juan García Atienza (1964)